# Амангельдинский сельский округ (Уалихановский район)
Амангельдинский сельский округ (каз. Амангелді ауылдық округі) — административная единица в составе Уалихановского района Северо-Казахстанской области Казахстана. Административный центр — село Амангельды.
Население — 681 человек (2009, 1603 в 1999, 3182 в 1989).

## История
Сельский совет образован Указом Президиума Верховного Совета Казахской ССР от 15 января 1969 года. 10 ноября 1996 года распоряжением акима Кзылтуского района образован Амангельдинский сельский округ.
В состав сельского округа была включена территория ликвидированного Озерного сельского совета (сёла Озерное, Сага). Село Сага было ликвидировано в 2010 году, а село Джамбул было передано в состав Бидайыкского сельского округа.

## Состав
В состав округа входят такие населенные пункты:
| Населенный пункт | Население, человек (1989) | Население, человек (1999) | Население, человек (2009) |
| ---------------- | ------------------------- | ------------------------- | ------------------------- |
| Амангельды, село | 1499                      | 851                       | 293                       |
| Сага, село       | 200                       | 103                       | 7                         |
| Тлеусай, аул     | 1483                      | 649                       | 381                       |